# 예수 세미나

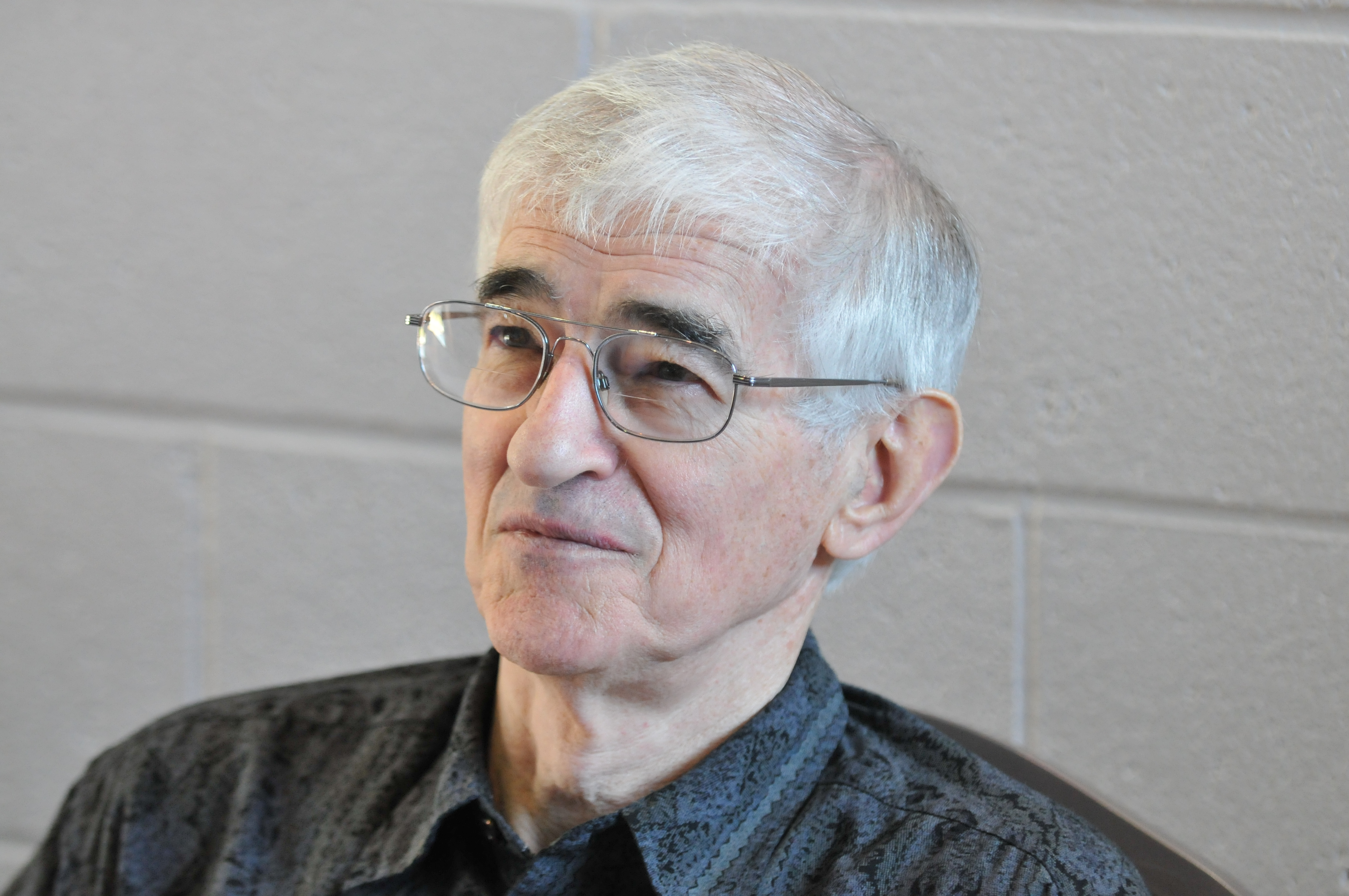

예수세미나(Jesus Seminar)는 웨스터 연구소(Westar Institute)의 지원을 받아 로버트 W. 펑크와 존 도미니크 크로산에 의해 1985년에 설립된 약 200여명에 달하는 연구 모임으로 성서비평학(성서해석학, biblical criticism) 분야에서 활발한 연구 그룹중 하나이다. 이들의 경향은 역사적 예수로 대표된다. 이 연구 그룹은 (논란이 되고 있는) 색구슬을 이용한 투표를 통해 연구 결과를 결정한다. 현재 대표는 레인 맥고이(Lane C. McGaughy)이다. 주로 미국 서부의 진보적 신학자들로 구성되어 있다.
이들은 예수 말씀의 진실 여부에 대한 연구를 통해 1945년 이집트에서 발견된 영지주의 영향을 받은 기독교 문헌인 도마 복음서(Gospel of Thomas)가 포함된 새로운 신약성서를 번역하였다. 그 결과는 《다섯 복음서》라는 책으로 출간되었다. 그 후 예수의 행적에 대한 같은 방식의 연구를 통해 《예수의 행적》,을 출간했다. 그들은 미국내 여러 도시에서 워크샵과 세미나를 개최하였다.

## 예수세미나의 구성
1985년 30명의 신약성서학자들에 의해 첫 시작이 있었고, 나중에는 200명이 넘는 이들이 참여했다. 원래 역사적 예수에 대한 연구는 18세 이후 19세기 성서비평학자들에 의해 시도되었으나, 예수 세미나를 조직하여 연구하는 일은 20세기에 들어 진보적 신학자들에 의해 시작되었다.
연구의 장점이자 성과는 기독교 신앙이 교회의 케리그마(교리)가 아니라 예수의 언어와 행태에 뿌리를 두고 있다는 확신에서 출발하는 주장이다. 신앙의 기초는 예수의 비유, 격언, 지혜말씀 및 그의 전복적 행위라는 것이다. 복음서의 형태는 기록 당시의 교회가 처한 삶의 정황을 우선적으로 반영하지만, 그 속에는 교회적인 정황과 상반되는 역사적 예수의 언어와 행동이 숨겨져 있다는 것이다. 예수 세미나에 참여한 신학자들은 외경인 도마 복음서를 복음서중 하나로 보았는데, 그 이유는 도마의 복음서와 4복음서(마태, 누가, 요한, 마가 복음서)가 비슷한 부분들이 있기 때문이다. 이를테면 누가 복음서의 겨자씨 비유설교는 도마 복음서와 Q문서(예수 어록)에도 등장한다.
연구의 단점이자 문제는 학자 중 일부가 예수의 육체적 부활을 부정하는 등 기독교의 전통적인 신앙을 거부하는 예수 세미나의 급진적인 신학은 자칫 기독교인들의 신앙의 근간을 흔들 수 있다. 또한 예수세미나 그룹 멤버의 대다수가 진보적 성향의 신학연구로 알려진 하버드대학교 신학대분야, 클레어몬트신학대학원, 밴더빌트 대학교 신학분야 출신이라는 점도 종합적인 신학 배경을 수용하지 못한다는 비평을 받는다.

## 연구 방법론
예수세미나에 참여한 참여자들의 첫 작업은 신약성경을 현대 미국식 영어로 번역하는 일이었다. 이 목적은 문장들을 현대의 독자들이 마치 1세기의 사람들이 들었다면 받았을 동일한 느낌의 표현으로 바꾸는 것이었다. 예를 들면 루가 복음서 11장의 "woe to you(너희는 화를 입을 것이다.(공동번역))"가 현대 미국인이라면 "damn to you"라고 말했을 것이라는 것이다. 예수의 말씀으로 알려진 문서들의 목록을 작성,분류하는 일이었다. 이 결과는 소위 Scolars Version(SV)라는 번역으로 여러 차례 출판되었다.
연구는 총 10년에 걸쳐 두 단계를 거쳤다. 처음 5년 동안은(1986년~1991년) AC 3세기까지의 기독교 문헌들에서 예수의 말이라고 알려져 있는 약 1,500개의 자료들을 분석하여 진정한 예수의 말을 가려내었다. 두 번째는 예수의 행적 중 후대에 의해 편집되지 않은 원래 것을 찾아내는 일이었다.
학자들은 기존에 알려진 4개 복음서와 함께 여러 문서들을 함께 분석했다. 세미나 참여자들은 예수의 말과 행적으로 알려진 약 500개의 문장에 대한 투표를 통해 결과를 정리하였다. 구슬의 색깔은 세미나 참석자들이 말과 행적의 진실성에 대한 확신을 가졌는지를 나타낸다.
- 빨강 구슬:투표자는 해당 문장이 예수가 실제 한 말을 했거나 또는 아주 비슷한 말을 했다고 믿는다. (3점)
- 분홍 구슬:투표자는 해당 문장이 아마도 예수가 비슷한 말을 했을 것이라고 믿는다. (2점)
- 회색 구슬:투표자는 해당 문장이 예수가 한 말은 아니겠지만, 예수의 생각을 담고 있다고 믿는다. (1점)
- 검정 구슬:투표자는 해당 문장이 예수가 한 말이 아니며, 후대의 추종자나 다른 전승에서 온 것으로 믿는다. (0점)

모든 세미나 참석자들은 문장 한 개당 한 개씩의 구슬로 비밀투표를 한다. 이들은 위의 기준에 의해 각자 위의 색깔이 담겨 있는 구슬로 투표하며 그 결과는 가중치에 따른 가중평균에 따라 최종적으로 빨강, 분홍, 회색, 검정으로 분류되었다. 또한 예수 세미나는 미국 ABC 방송사의 "예수를 찾아서(The Search for Jesus)" 등을 통해 연구결과를 발표하였다.

## 예수의 말에 대한 연구
예수의 말과 행적의 82%가 검은색으로 분류되어 예수의 말이나 행적이 아닌 것으로 연구되었다. 전체 연구 대상 중 1.6%가 빨간색으로 분류되었으며 분홍색 12.2%, 회색 26.7%, 그리고 검은색으로 59.1%의 연구 대상 말과 행적이 분류되었다.

### 빨간색
(%는 해당 문장/사건의 투표로 계산된 가중평균을 뜻한다)
1. 누가 뺨을 치거든 다른 뺨마저 돌려 대 주고(Turn the other cheek) (92%): 마태오5:39, 루가6:29a
2. 누가 겉옷을 빼앗거든 속옷마저 내어 주어라(Coat & shirt): 마태오5:40 (92%), 루까6:29b (90%)
3. 가난한 사람들아, 너희는 행복하다(Congratulations, poor!): 루가 6:20b (91%), 도마54 (90%), 마태오5:3 (63%)
4. 누가 억지로 오 리를 가자고 하거든 십 리를 같이 가 주어라(Second mile) (90%): 마태오5:41
5. 너희는 원수를 사랑하여라(Love your enemies): 루까6:27b (84%), 마태오5:44b (77%), 루가 6:32,35a (56%)
6. 하느님의 나라를 무엇에 비길 수 있을까? 어떤 여자가 누룩을 밀가루 서 말 속에 집어 넣었더니 마침내 온 덩이가 부풀어 올랐다. 하느님의 나라는 이런 누룩과 같다(Leaven): 루가 13:20–21 (83%), 마태오13:33 (83%), 도마 96:1–2 (65%)
7. 카이사르의 것은 카이사르에게 돌리고 하느님의 것은 하느님께 돌려라(Emperor & God) (82%): 도마100:2b–3, 마르코12:17b, 루가 20:25b, 마태오22:21c
8. 달라는 사람에게는 주고 빼앗는 사람에게는 되받으려고 하지 말라(Give to beggars) (81%): 루가 6:30a, 마태오5:42a

### 분홍색
1. 베드로의 장모를 고친 기적이야기(마르코 1:29-31, 마태오 8:14-15, 루가 4:42-44)
2. 한센병 환자를 고친 이야기(마르코 1:40-45, 마태오 8:1-4, 루가 5:12-16)
3. 중풍환자를 고친 이야기(마르코 2:1-12, 마태오 9:1-8, 루가 5:17-26)
4. 레위를 사도로 부른 이야기(마르코 2:13-14, 마태오 9:9, 루가 5:27-28, 에비온 문서 2:4)
5. 안식일 논쟁(마르코 2:23-28, 마태오 12:1-8, 루가 6:1-5)
6. 예수의 어머니와 동생들이 예수를 찾아간 이야기: 마르코 3:20-21
7. 마르코 3:31-35, 마태오 12:46-50, 신약외경 토마의 복음서 99:1-3
8. 하혈하는 여인을 고친 이야기(마르코 5:24-34, 마태오 9:20-22, 루가 8:42-48)
9. 고향에서 박대받은 이야기(마르코 6:1-6, 마태오 13:54-58)
10. 손을 씻는 정결례를 여긴 이야기(마르코 7:1-13, 마태오 15:1-9)
11. 기적을 요구받은 이야기: 루가 11:29-30
12. 베싸이다에서 청각장애인을 고친 이야기(마르코 8:22-26)
13. 시각장애인 바디매오를 고친 이야기(마르코 10:46-52, 루가 18:35-43)
14. 예루살렘 성전 정화(마르코 11:15-19, 마태오 21:12-17, 루가 19:45-48)
15. "하느님의 것은 하느님께, 카이사르의 것은 카이사르에게 돌려라"라고 말했다는 이야기(마르코 12:13-17, 마태오 22:15-22, 루가 20:19-26, 토마의 복음서 100:1-4)

결과에 의하면 요한 복음서에는 빨간색과 분홍색이 없다.

## 예수의 행적연구
1998년 예수 세미나에서는 《예수의 행적》를 출판하였다.
이들은 예수의 행적을 앞서와 같은 방법으로 연구하였으며, 그 결과를 해석하면 다음과 같이 재구성된다.
1. 예수는 헤로데 대왕이 살던 시절, 나자렛에서 태어났다.
2. 예수는 나자렛에서 태어났지, 베들레헴에서 태어난게 아니다.
3. 예수는 사회적인 소외자들과 함께 한 떠돌이 설교자였고, 현자(Sage)였다.
4. 예수는 숙련된 의사였으나,원시적인 의학이나 마술을 쓰지는 않았다.
5. 예수는 정신적으로 고통받는 이들을 구원하였다.
6. 예수는 유대인이 아닌, 로마에 의해 예루살렘에서 십자가형에 처해졌다.

## 예수 세미나에 대한 비판
예수 세미나 연구그룹의 연구방법론 및 결과는 많은 학자들의 비판을 받았다. 대표적으로는 "역사의 인물로서 예수(Jesus as a Figure in History)"의 저자인 파웰(Powell)이 있다. 예수 세미나를 비판한 대표적인 신약 성서 학자는 에모리 대학교의 루크 티모디 존슨 (Luke Timothy Johnson)이다. 존슨은 저서 <누가 예수를 부인하는가?> (The Real Jesus>에서 예수 세미나의 구성 멤머, 연구 진행의 방법과 절차, 자료 선정, 연구의 특성과 경향, 연구 결과 등에 대해 학자들의 의견과 자료를 제시하면서 혹독한 비판을 가한다.

### 연구방법론에 대한 비판
예수 세미나 참석자들은 투표 결과를 가중평균을 사용하여 계산하였다. 이때 최종 결과와 실제 투표과정에서의 다수표가 뜻하는 의미가 다를 수 있다. 빨간색과 검은색을 비슷하게 얻은 극단적인 경우, 최종 결과는 회색으로 분류된다. 따라서 이들이 회색으로 분류한 말과 행적은 사실 세미나 멤버 다수가 회색으로 투표한 것이 아닐 수 있다는 점을 결과 해석시 고려해야 한다.
즉, 투표된 모든 색깔은 최종 결과에 영향을 미친다는 것이다. 예를 들어 한 문장이 빨강 구슬 100개와 검정구슬 100개의 양극단의 결과를 얻으면, (100x3 + 100x0)/200이 되어 0과 3의 기준의 50%에 위치하게 되어 분홍(66% 이상), 빨강(100%)에 미달하게 되어 예수의 말과 행적이 아닌 문장이나 사건으로 분류된다. 예를 들면 연구 결과중 루가 복음서 17:33의 "자기 목숨을 보존하고자 애쓰는 사람은 목숨을 잃을 것이요. 오히려 잃는 사람은 살릴 것이다."는 가중평균계산에 의해 최종적으로 분홍으로 분류되었으나, 실제 분홍색 투표는 없었고, 오히려 반수에 가까운 참석자가 빨강으로 투표하였다(빨강 46%, 분홍 0%, 회색18%, 검정 36%).
종교학자 리처드 호슬리(Rechard Horsley)도 예수 세미나를 비판하였는데, 그는 예수 세미나 참여자들이 역사적 예수를 연구한다고 주장하면서, 정작 예수의 사상을 이해하는 중요한 단서인 복음서의 역사적 배경은 무시한다고 비판하였다.

### 예수세미나 구성원에 대한 비판
예수 세미나의 구성들의 신학적 경향이 대부분 진보적 신학에 속하였으며, 다섯 복음서의 출판에 포함된 74명의 학자들중에 14명만이 신약 성경 학계에서 이름이 알려져 있는 학자이며, 절반 이상이 오직 두 세편 밖에 발표논문이 없는 사실상 무명의 학자이며, 18명은 전혀 연구논문 발표실적이 없다고 세미나 평론가 윌리엄 레인 크레이그는 비평하였다. 다른 비평가 파웰(Powell)은 세미나 구성원중 한명을 제외한 전원이 모두 북미(North America)의 백인 남성 학자들이었으며 전통적인 신학대학에 소속된 성서학자들을 포함되지 않아 구조상 다양한 견해가 도출 될 수 없었던 점을 지적한다. 또한 참석자중에는 성서 연구와 무관한 수학 전공의 영화 감독도 포함되어 있었다.

## 구성원
예수 세미나의 의의는 신학자 개인이 아닌, 집단의 사람들이 신학론을 만들어간다는 것이다. 실제로 많은 경우, 구성원 개개인의 신학론은 예수 세미나와 다르다. 종교관과 상관 없이 역사적 예수 연구를 할 수 있다고 판단되는 사람은 가입 가능하다. 신학자가 아닌 회원도 있다.
몇몇 구성원은 다음과 같다.
- 로버트 W. 펑크
- 존 도미니크 크로산
- 마커스 보그
- 존 셸비 스퐁
- 존 S 클로펜버그
- 월터 윙크
- 제임스 로빈슨
- 로버트 M 프라이스
- 버튼 맥
- 김찬희
- 폴 버호벤 (수학박사, 영화감독)

## 같이 보기
- 그리스도 신화론
- 신약의 역사적 배경
- 예수의 역사적 실존
- 자유주의 신학
- 역사적 예수 탐구

## 외국문헌
- Borg, Marcus J.; Meeting Jesus Again for the First Time: The Historical Jesus and the Heart of Contemporary Faith; HarperOne Imprints, Harper Collins; New York, New York: 1995. 978-0060609177
- Crossan, John Dominic; Jesus: A Revolutionary Biography; HarperOne Imprints, Harper Collins; New York, New York: 2009. 978-0061800351
- Funk, Robert Walter; Butts, James R.; Scott, Bernard Brandon; The Parables of Jesus (Jesus Seminar Series); Polebridge Press; Salem, Oregon: 1988. 978-0944344071
- Funk, Robert Walter; et al; The Five Gospels: What Did Jesus Really Say? The Search for the Authentic Words of Jesus; HarperOne Imprints, Harper Collins; New York, New York: 1996. 978-0060630409
- Funk, Robert Walter; et al; The Acts of Jesus: What Did Jesus Really Do? ; Polebridge Press; Salem, Oregon: 1998. 978-0060629786
- Funk, Robert Walter; et al; The Gospel of Jesus: According to the Jesus Seminar; Polebridge Press; Salem, Oregon: 1999. 978-0944344743
- Miller, Robert J.; et al; The Jesus Seminar and Its Critics; Polebridge Press; Salem, Oregon: 1999. 978-0944344781
- MIller, Robert J.; The Complete Gospels; Polebridge Press; Salem, Oregon: 2010. 978-1598150186
- Tatum, W. Barnes; John the Baptist and Jesus: A Report of the Jesus Seminar; Polebridge Press; Salem, Oregon: 1994. 978-0944344422